# Bukowa (Basses-Carpates)
Pour les articles homonymes, voir Bukowa.
Bukowa est une localité polonaise de la gmina de Brzostek, située dans le powiat de Dębica en voïvodie des Basses-Carpates.